# Shan Sa

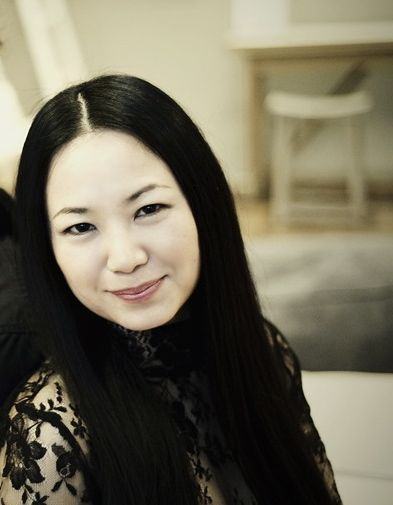
Shan Sa (2011)

Shan Sa (chinesisch 山颯 / 山飒, Pinyin Shān Sà, * 26. Oktober 1972 in Peking, Volksrepublik China) ist eine französische Schriftstellerin und Malerin chinesischer Herkunft.

## Leben
Shan Sa wurde am 26. Oktober 1972 unter dem bürgerlichen Namen Yan Ni in Peking geboren. Ihr Pseudonym Shan Sa steht für „Das Rauschen des Windes in den Bergen“ und stammt aus einem Gedicht eines Dichters der Tang-Dynastie, Bai Juyi.
Bereits im Alter von acht Jahren veröffentlichte Shan Sa ihre ersten, allerdings noch in chinesischer Sprache verfassten Gedichtsammlungen (Les poèmes de Yan Ni (1983), La libellule rouge (1988) und Que le printemps revienne (1990)), und gewann den ersten Preis im nationalen chinesischen Poesie-Wettbewerb für Kinder unter 12 Jahren. Im Alter von 15 Jahren wurde sie in den chinesischen Schriftstellerverband aufgenommen.
Nach ihrem Schulabschluss und kurz nach der blutigen Niederschlagung der Studentenproteste vom Tian’anmen-Platz am 4. Juni 1989, an denen sie selbst teilgenommen hatte, beschloss Shan Sa, ihrem Vater nach Frankreich zu folgen, um dort ein neues Leben zu beginnen. Dank eines durch die französische Regierung verliehenen Stipendiums konnte Shan Sa im August 1990 nach Paris auswandern. Obwohl sie bei ihrer Ankunft nicht ein Wort Französisch sprach, erlernte sie die Sprache schnell und machte 1992 das französische Abitur. Als ihr Vater, der bis dahin an der Sorbonne gelehrt hatte, gezwungen war, nach China zurückzukehren, blieb Shan Sa allein in Frankreich zurück.
Nachdem sie 1994 ihr Philosophiestudium beendet hatte, arbeitete Shan Sa zwischen 1994 und 1996 als Sekretärin des Malers Balthus. Letzterer und dessen Ehefrau Setsuko führten Shan Sa in die japanische Kunst und Kultur ein, was sowohl Shan Sa selbst als auch ihr künstlerisches Werk stark prägte.
Im Jahr 1997 veröffentlichte Shan Sa ihren ersten in französischer Sprache verfassten Roman Porte de la Paix Céleste (Himmelstänzerin). Weitere Werke folgten: Les quatre vies du saule (Bitterer Tee) erschien 1999, Le Vent vif et le glaive rapide im Jahr 2000. 2001 wurde La Joueuse de Go (Die Go-Spielerin) veröffentlicht – Shan Sas erster Roman, der auch außerhalb Frankreichs erschien. Für diesen Roman gewann sie den Prix Goncourt des lycéens. Im Jahr 2001 fand in Paris Shan Sas erste Kunstausstellung statt. Im Jahr 2002 folgte ein Werk über Kunst (Le Miroir du Calligraphe). Der 2003 erschienene Roman Impératrice (Kaiserin) machte vor allem durch einen Verlegerstreit zwischen Albin und Grasset auf sich aufmerksam. 2005 erschien Les Conspirateurs, gefolgt von Alexandre et Alestria im Jahr 2006.
Shan Sas Romane erscheinen mittlerweile in mehr als 30 Sprachen und ihre Kunst wird in New York, Paris, Tokio und Shanghai ausgestellt.

## Schreibstil und Themen
Shan Sa stellt durch ihre Werke eine Verbindung zwischen China und der westlichen Welt her: Ihre Romane verfasst sie zwar in französischer Sprache, aber all ihre Werke, mit Ausnahme von Les Conspirateurs, spielen in China. Auf diese Art und Weise hofft sie, ihren westlichen Lesern die schwer zugängliche chinesische Kultur näherbringen zu können. Dabei rückt sie aber niemals von ihrer Position „in-between“ ab; ihr Schreibstil ähnelt weder dem eines chinesischen Autors noch dem eines französischen Muttersprachlers. Ihr Schreibstil ist sehr poetisch und vom Gebrauch vieler Metaphern geprägt. Mit großer Präzision beschreibt sie auch den jeweiligen historischen Kontext ihrer Erzählungen und schreckt dabei nicht davor zurück, an der chinesischen Gesellschaft Kritik zu üben.
In all ihren Romanen befasst Shan Sa sich mit Fragen des Existentialismus. Weitere häufige Themen sind Kriegserlebnisse (im engeren Sinne oder auch im weiteren Sinne in Form von psychologischem Krieg) und ausweglos erscheinende Liebesbeziehungen.
Shan Sa berichtet selbst, dass es ihr mittlerweile schwerfällt, Texte auf Chinesisch zu verfassen. Deswegen konzentriere sie sich auf die französische Sprache.

## Malerei
Ihre abstrakten Gemälde zeigen Angehörige von Volksstämmen, exotische Pflanzen, Reitszenen, wilde Tiere und Vulkanausbrüche.
Da Shan Sas Malerei nicht nur von der traditionellen chinesischen Kunst, sondern auch von den Werken der großen europäischen Künstler beeinflusst wird, nutzt sie leuchtende Farben, mit dem Ziel, durch die Verschmelzung östlicher und westlicher Farben „Leben“ und „Licht“ darzustellen.
Shan Sa sieht eine Verbindung zwischen Malerei und Literatur, welche sich je nach kulturellem Hintergrund des Künstlers unterschiedlich ausdrückt: So wie in der chinesischen Tradition Maler nur die Konturen zeichnen, sei auch die Poesie eher suggestiv und lasse viel Spielraum für die Fantasie. Europäische Künstler dagegen nutzen viele Farben und zeichnen ganze Porträts und Landschaften, so wie in der Poesie auch Gefühle und Gedanken der Figuren direkt beschrieben werden.

## Werke
- 1983: Les Poèmes de Yan Ni
- 1988: Libellule rouge
- 1989: Neige
- 1990: Que le printemps revienne
- 1997: Porte de la paix céleste, Éditions du Rocher, 1999, ISBN 978-2-268-02655-8 (Himmelstänzerin, deutsch von Elsbeth Ranke. Piper, München, 2006, ISBN 978-3-492-27127-1).
- 1999: Les quatre vies du saule, Gallimard, 2001, ISBN 978-2-07-041461-1 (Bitterer Tee, deutsch von Elsbeth Ranke. Piper, München, 2005, ISBN 978-3-492-27105-9).
- 1999: Le vent vif et le glaive rapide, Éditions William Blake & Co., 2002.
- 2001: La Joueuse de Go, Grasset, 2001, ISBN 978-2-246-61611-5 (Die Go-Spielerin, deutsch von Elsbeth Ranke. Piper, München, 2002, ISBN 978-3-492-04442-4).
  - Bühnenfassung: Johannes Kaetzler & Gerhard Seidel, Freies Werkstatt Theater Köln 2004, Ernst-Deutsch-Theater Hamburg 2007.
- 2002: Le Miroir du Calligraphe, Éditions Albin Michel, 2002, ISBN 978-2-226-13503-2.
- 2003: Impératrice, Éditions Albin Michel, 2003, ISBN 978-2-226-14183-5 (Kaiserin, deutsch von Elsbeth Ranke, Piper, München, 2005, ISBN 978-3-492-04645-9)
- 2005: Les Conspirateurs, Éditions Albin Michel, 2006, ISBN 978-2-226-16725-5.
- 2006: Alexandre et Alestria, Éditions Albin Michel, 2006, ISBN 978-2-226-17336-2.
- 2010: La Cithare nue, Éditions Albin Michel, 2010, ISBN 978-2-226-20844-6.

## Auszeichnungen
in Frankreich:
- 1998: Prix Goncourt du Premier Roman, prix de la Vocation und Prix du Nouvel An chinois für Porte de la paix céleste (Himmelstänzerin)
- 1999: Prix Cazes-Brasserie Lipp für Les quatre vies du saule (Bitterer Tee)
- 2001: Prix Goncourt des lycéens für La Joueuse de Go (Die Go-Spielerin)
- 2005: Leserpreis von „Livre de Poche“ für Impératrice (Kaiserin)

in den USA:
- 2004: Kiriyama-Preis für La Joueuse de Go (Die Go-Spielerin)

in China:
- 1984: Gewinnerin der 'National Competition of Children’s Poetry'
- 1988: Silver Sail (vom chinesischen Bildungsministerium verliehen)
- 1989: Titel des „Promising Star of Beijing“
- 2004: Preis der Chinesischen Schriftstellervereinigung für La Joueuse de Go (Die Go-Spielerin)